# Villanueva del Rebollar
Villanueva del Rebollar település Spanyolországban, Palencia tartományban. Villanueva del Rebollar Riberos de la Cueza, Villamuera de la Cueza, Cardeñosa de Volpejera, Valle del Retortillo és Cervatos de la Cueza községekkel határos. Lakosainak száma 67 fő (2024).

## Népesség
A település népessége az elmúlt években az alábbi módon változott:
| Lakosok száma | 97   | 106  | 104  | 101  | 87   | 79   | 76   | 75   | 65   | 67   |
|               | 2001 | 2004 | 2007 | 2009 | 2012 | 2014 | 2017 | 2019 | 2022 | 2024 |